# کارامیشوو (سرزمین آلتای)
کارامیشوو (به لاتین: Karamyshevo) یک منطقهٔ مسکونی در روسیه است که در سرزمین آلتای واقع شده‌است.